# Bohuš Nosák Nezabudov
Timotej Ignác Bohuslav Nosák-Nezabudov (Tisovec, 3 febbraio 1818 – Sabinov, 5 aprile 1877) è stato uno scrittore, giornalista e pastore protestante slovacco, appartenne alla cerchia di Ľudovít Štúr.

## Biografia
Timotej Ignác Nosák, questo il suo nome anagrafico, era figlio dell'insegnante Andrej Nosák e di sua moglie Mária, nata Kováčová. Frequentò le scuole di Čierna Lehota e proseguì gli studi al ginnasio di Dobšiná e al liceo di Levoča; studiò poi teologia a Presburgo, l'odierna Bratislava, e fu ordinato pastore luterano. Fu considerato il miglior giornalista da Ľudovít Štúr.
A Levoča fu tra i membri più in vista e tra i dirigenti della Lega universitaria ceco-slovacca, fondata nel 1837 dal professor Michal Hlaváček. Già da studente liceale fu collaboratore del giornale Hronka di Karol Kuzmány e del giornale praghese Květov a Včely. Le sue composizioni poetiche uscirono sull'almanacco degli studenti di Levoča Jitřenka (1840).
Durante gli studi al liceo evangelico di Presburgo a partire dal 1838 fu uno dei più accesi compagni nel circolo di Ľudovít Štúr. Come socio della Compagnia dei viaggiatori fu inviato all'inizio degli anni 1840 nella Rutenia subcarpatica, e pubblicò resoconti di viaggi sulla rivista štúriana Orol tatranský (1845 – 1846), il suo acuto e pregevole reportage porta il titolo di Listy z neznámej zeme ("Lettere da una terra ignota"). Nel 1842 prese parte all'edizione della prima annata dell'almanacco Nitra di Jozef Miloslav Hurban.
Nel frattempo fu nominato viceparroco a Liptovský Mikuláš e successivamente a Pest. Da lì nel 1844 scrisse a Stanko Vraz a Zagabria e gli annunciò il suo viaggio verso gli Slavi del Sud, che però non si realizzò. 
Nosák era un erudito, che conosceva molte lingue diverse. La sua ricca attività di traduttore dopo la rivoluzione attesta che fu un valido collaboratore di Ľudovít Štúr. Scrisse poesie, racconti, saggi di critica letteraria e tradusse opere delle letterature straniere.